# マディソン・ヒューズ
マディソン・ヒューズ（Madison Hughes、1992年10月26日 - ）は、アメリカ合衆国のラグビー選手。

## プロフィール
- イングランド・エプソム出身。
- ポジションはフルバック(FB)。
- 身長 177cm、体重 79kg
- U20アメリカ代表に選ばれたことがある[1]。
- アメリカ代表キャップは5（2020年8月現在）でワールドカップ2015のアメリカ代表に選ばれた[2]。

## 略歴
2016年、リオ五輪の7人制アメリカ代表の主将を務めた。
そして2021年、東京五輪の7人制アメリカ代表に選ばれて今回も主将を務める。
2024年、パリ2024五輪の7人制アメリカ代表に選ばれた。